# Universo immaginario di Avatar
In questa pagina vengono descritti gli elementi dell'universo immaginario di Avatar, film fantascientifico scritto e diretto da James Cameron.

## Pandora (Eywa'eveng)
(Dottoressa Grace Augustine)
Pandora è una delle quattordici lune del pianeta gigante gassoso Polifemo, situato a 4,37 anni luce dalla Terra (60.000 miliardi di km, percorribili con le tecnologie presenti nel film in 5 anni), nel sistema stellare di Alfa Centauri, formato da tre stelle di cui due, α Centauri A e α Centauri B, simili al Sole e la terza, Proxima Centauri o α Centauri C, della categoria delle nane rosse. La scoperta di Pandora avviene per caso nel 2129, grazie ad un potente telescopio spaziale durante la prima missione interstellare umana. Risultò essere la cosa più interessante accaduta all'uomo in centinaia di anni e permise agli astronomi di individuare nello spettro del satellite tracce di ossigeno e irregolarità dovute a un campo magnetico davvero molto forte. La costruzione di telescopi più potenti portò alla scoperta della presenza di forme di vita su Pandora, a seguito della quale si organizzò una grossa missione strumentale: fu in questa missione che si scoprì l'esistenza dell'unobtanium, che creò la possibilità dello sfruttamento commerciale di Pandora, e dei Na'vi, che convinse l'opinione pubblica dell'opportunità della prima missione umana extrasolare.
Il nome na'vi di Pandora significa "figlio di Eywa".

### Ecosistema

#### Geologia e atmosfera
La struttura interna di Pandora è composta da una crosta semirigida, un mantello plastico e un nucleo di materiali ferrosi allo stato liquido, similmente alla Terra. Le fonti di energia interne per i processi geologici sono il decadimento di isotopi radioattivi all'interno del nucleo e l'aumento di calore in corrispondenza dell'aumento della pressione e della distanza dalla crosta, mentre una terza fonte di energia proviene dalle intense interazioni elettromagnetiche fra Pandora e il vicino pianeta Polifemo. A causa di queste ultime, alcuni fenomeni presenti sulla Terra assumono caratteristiche diverse e potenziate su Pandora: ad esempio Pandora presenta un processo di deriva dei continenti notevolmente più veloce e dinamico di quello osservato sulla Terra, che a sua volta causa l'assenza di grandi continenti e un'intensa attività geotermica, incluso il vulcanismo.
| Azoto (N2)               | 50%    |
| Ossigeno (O2)            | 25%    |
| Anidride carbonica (CO2) | 18%    |
| Xeno (Xe)                | 5,5%   |
| Acido solfidrico (H2S)   | 1%     |
| Ammoniaca (NH3)          | tracce |
| Metano (CH4)             | tracce |

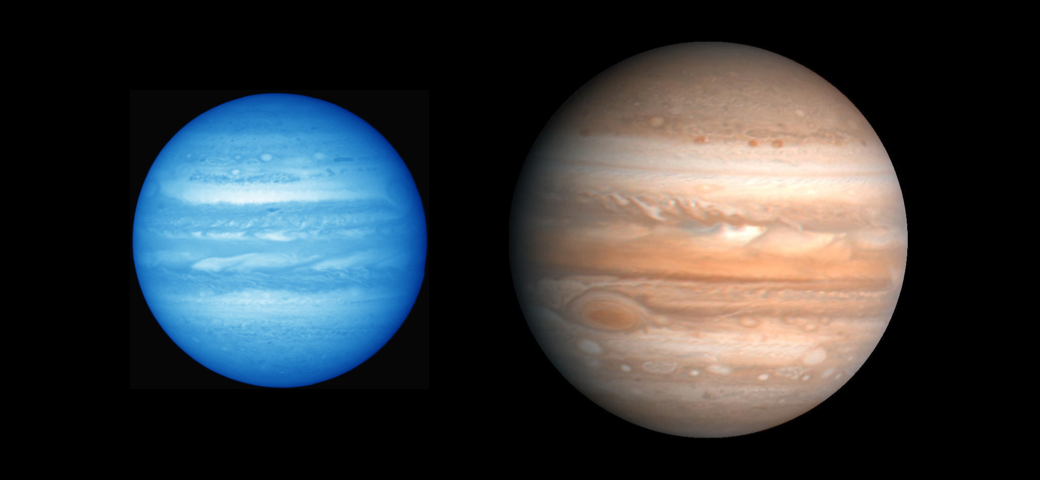
Confronto tra le dimensioni di Polyphemus (gigante gassoso di cui Pandora è uno dei satelliti, a sinistra) e Giove (a destra)

I continenti pandoriani sono più numerosi e piccoli di quelli terrestri, prevalentemente a causa della deriva dei continenti e del rapporto fra terre emerse ed oceani spostato più verso questi ultimi; la presenza di coste e masse d'acqua estese in prossimità di gran parte delle terre emerse mitiga il clima e limita l'area delle regioni interne. Ai poli sono presenti calotte polari come sulla Terra, entrambe galleggianti.
L'atmosfera di Pandora è composta principalmente da azoto e ossigeno, ed è circa il 20% più densa dell'atmosfera terrestre, principalmente per l'alta percentuale di xeno, un gas nobile pesante, incolore, inodore, non nocivo e generalmente non reattivo; è tuttavia presente un'alta concentrazione di anidride carbonica, tale da far perdere i sensi agli esseri umani in meno di un minuto e da causarne la morte in circa 4 minuti. L'aria del satellite contiene anche acido solfidrico, che, pur costituendone solamente poco più dell'1%, la rende totalmente irrespirabile per gli esseri umani in quanto causa immediatamente collasso e soffocamento, anche dopo un singolo respiro, già in concentrazioni di 1000 ppm (0,1%).
Nonostante questo, il resto della composizione chimica è simile a quella dell'atmosfera della Terra, quindi, per gli esseri umani, per respirare normalmente è sufficiente avere un sistema per filtrare le componenti tossiche: le maschere exopack.

### Na'vi
La specie senziente che vive su Pandora sono i Na'vi, una popolazione indigena che possiede caratteristiche umanoidi.

#### Lingua e cultura
I Na'vi possono comunicare con gli animali del loro mondo stabilendo un legame connettendo la loro lunga treccia (contenente terminazioni nervose) con il sistema nervoso degli animali. Per diventare cacciatore (in na'vi "Taronyu") un Na'vi deve domare e cavalcare una creatura volante conosciuta come Ikran (chiamata dagli umani Banshee), a cui si lega per tutta la vita. In realtà questo è ciò che dice il film, una seconda parte della prova impone di mangiare un verme locale contenente un potente alcaloide che crea allucinazioni. La dottoressa sconsiglia a Jake di mangiarlo, non sapendo come avrebbe reagito il suo organismo, ma lui lo mangia lo stesso: ha una visione del Leonopteryx, l'ultima ombra ("Toruk" in Na'vi). Jake racconta della sua visione e crede che sia presagio di una morte prematura, ma la madre di Neytiri lo blocca prima che possa dire della sua visione affermando che non è chiara. I Na'vi usano il loro sistema neurale che gli permette il legame, chiamato "Tsaheylu", anche per legarsi per la vita al compagno o alla compagna di cui è innamorato durante l'accoppiamento, un legame che una volta fatto non potrà più essere spezzato per tutta la vita dei due Na'vi, al contrario di quel che accade per gli umani.
Concepita per il film, la lingua dei Na'vi è una lingua strutturata spesso parlata dagli attori durante l'interpretazione del loro personaggio Na'vi. La lingua dei Na'vi è stata creata dal professore di linguistica Paul Frommer, docente della University of Southern California. Frommer ha creato la lingua in maniera che potesse essere abbastanza complessa ma comunque facilmente parlabile dagli attori umani, ed essa combina regole di sintattica e grammatica di altre lingue esistenti sulla Terra.
Frommer ha creato più di un migliaio di parole per la lingua dei Na'vi ed ha insegnato la lingua agli attori che dovevano usarla nel film per i loro personaggi Na'vi. Quando comunicano con gli umani nel film, in lingua originale, i personaggi Na'vi (specialmente Neytiri) spesso parlano in "Broken English". Un auspicio per Frommer risiede nella possibilità che la lingua dei Na'vi non rimanga confinata nel film, e che possa quindi avere vita propria. Frommer, infatti, anche dopo la conclusione dei lavori per il film, ha continuato il suo studio ed il suo lavoro sulla lingua per lo sviluppo del videogioco su Avatar e per i possibili seguiti del film.
I clan noti di Na'vi sono: Anurai, Hadamaya, Santeru (introdotto nel videogioco canonico del 2023
Avatar: Frontiers of Pandora), Li'ona, Omaticaya (la tribù a cui appartengono Neytiri e la sua famiglia e le cui vicende sono al centro del film), Tipani, i clan dei Cavalieri delle Pianure, gli Ean Niwin, le popolazioni degli Ikran del Mare Orientale e i "Metkayna" (clan che è invece al centro del secondo film). Il numero di tali clan non è specificato con chiarezza nel film, anche se il fatto che Jake riesca a radunare duemila Na'vi (ossia quindici clan) in un sol giorno e la previsione di Quaritch secondo cui in una settimana le forze Na'vi avrebbero potuto superare le ventimila unità lasciano intendere che esistano numerose decine di clan.

### Fauna

#### Caratteristiche comuni
La fauna di Pandora è caratterizzata dal possedere sei arti e due paia di occhi. Quasi tutti gli animali di Pandora condividono inoltre un paio di antenne, più propriamente dette "code neurali", contenenti terminazioni nervose parzialmente esterne, i "tendrilli": quando due animali di Pandora oppure un animale e un Na'vi avvicinano i tendrilli delle loro code, essi si intrecciano spontaneamente e intessono fra i due organismi ciò che i Na'vi chiamano tsaheylu (trad.: legame), ossia un legame bio-neuro-chimico che permette alle due creature legate di sentire l'una il corpo dell'altra come fosse il proprio. I Na'vi usano lo tsaheylu per controllare le creature che cavalcano, in particolare le Banshee e i Direhorse, senza bisogno di parlare o fare gesti.
Gli animali volanti di Pandora sono inoltre dotati di ossa rinforzate con fibra di carbonio, per volare meglio nella densa atmosfera del satellite.

#### Banshee (Ikran)
Di aspetto intermedio fra un pipistrello e una manta, la Banshee è uno dei più diffusi predatori alati di Pandora. Ne esistono due specie, la Banshee di montagna (in na'vi Ikran, che significa "messaggera di morte", cui è stato assegnato il nome scientifico fittizio: Parapterodactylus giganteus) e la Banshee di foresta (in na'vi Ikranay, nome scientifico: Parapterodactylus minus), strettamente imparentate ma con alcune diversità. Come altri volatili sul satellite, le Banshee sono dotate di quattro ali: le due anteriori sono più grandi e molto forti grazie ai muscoli del petto, particolarmente sviluppati e attaccati allo sterno, inoltre la loro parte terminale è composta di segmenti disposti a ventaglio che possono unirsi o separarsi, consentendo un'eccellente manovrabilità durante le acrobazie aeree; le due posteriori, più piccole, sono usate durante il volo planato come stabilizzatori orizzontali per il controllo dell'altitudine o come ali addizionali quando la Banshee ha bisogno di più potenza e/o velocità, ad esempio per il decollo o per sfuggire a un predatore; le due coppie di ali possono agire all'unisono o separatamente, garantendo un maggior controllo dell'inclinazione e delle virate. La loro sagoma è inoltre estremamente aerodinamica e perfezionata per il volo: fra le ali principali c'è una protuberanza usata come stabilizzatore per la sua massa e come punto di ancoraggio per i muscoli delle ali; al termine di entrambe le ali principali ci sono tre artigli che permettono un controllo più fine e accurato del volo. Per superare l'ostacolo della densa atmosfera di Pandora le Banshee sono dotate di ossa in fibra di carbonio e di un metabolismo estremamente efficiente che permette ai muscoli, già anatomicamente specializzati per il volo, di generare il doppio della forza al chilo di un volatile terrestre. Ciò tuttavia genera un immenso calore, smaltito dalle Banshee con uno straordinario sistema respiratorio e di raffreddamento a senso unico in cui l'aria, che entra nei polmoni simili a soffietti tramite degli opercoli cartilaginei posti sul petto, esce attraverso delle fessure nella parte posteriore del corpo: in tal modo la Banshee è in grado di respirare senza problemi anche alle più alte velocità (che possono arrivare in prossimità dei 140 nodi), e la stessa aria che respira mantiene il suo corpo a temperature accettabili. Anche le ossa hanno una parte in tale sistema: alcune, in particolare quelle delle ali, sono cave e connesse direttamente ai polmoni, contribuendo dunque al raffreddamento complessivo del corpo della Banshee. A terra le Banshee sono molto meno agili a causa delle loro zampe, quasi vestigiali, e si muovono soprattutto appoggiandosi agli artigli a metà delle ali principali.
Fra le due specie le Banshee di montagna sono le più grandi: la loro apertura alare media è di 13,9m. Sono le uniche abbastanza forti da essere cavalcate da un Na'vi, e si legano ad un sol cavaliere per tutta la loro vita. Solitamente nidificano in luoghi inaccessibili ad alta quota, come i Monti Alleluia, ma gli esemplari legati ad un Na'vi stanno nella parte alta dell'Alberocasa del suo clan.
Nonostante la loro apertura alare di sette metri le classifichi come più piccole delle loro cugine, le Banshee delle Foreste sono avversari molto pericolosi. Solitamente cacciano in solitaria e si concentrano su prede di taglia minore della loro, ma possono attaccare animali di grossa taglia se ferite o in caso di autodifesa. Il loro habitat è il sottobosco delle foreste pluviali, anche se ci sono numerose colonie di Banshee della foresta sulle rupi e sugli altopiani, e gli schemi di colori sulle ali e sul dorso assumono numerose tonalità di verdi, gialli e blu per mimetizzarsi con esso.
Per via della loro struttura mandibolare simile a quella dei pesci, si pensa che tutti gli animali volanti di pandora (Banshee incluse) si siano evoluti dalle creature marine.

#### Direhorse (Pa'li)
Simile per alcuni aspetti ai cavalli della Terra, il Direhorse (nome scientifico: Equidirus hoplites) è il principale animale addomesticato dai Na'vi. Alto e lungo circa quattro metri, con una pelle dura e a placche, il Direhorse ha un collo molto lungo e una testa in proporzione più piccola, entrambe difese da una corazza di carbonio chitinoso che si estende anche sulle spalle. Facendo lavorare all'unisono le sue sei zampe, il Direhorse è in grado di raggiungere in corsa i 95 km/h; per ovviare ai problemi derivanti dal surriscaldamento del suo corpo a tali velocità, il Direhorse è dotato di uno straordinario sistema respiratorio e di raffreddamento a senso unico in cui l'aria, che entra nei polmoni tramite degli opercoli cartilaginei posti sul petto, esce attraverso delle fessure nella parte posteriore del corpo: in tal modo il Direhorse è in grado di respirare senza problemi anche in corsa, e la stessa aria che respira mantiene il suo corpo a temperature accettabili. La dieta del Direhorse include arbusti e corteccia di alberi, anche se non disdegna la linfa o il nettare dei fiori, succhiato grazie alla sua lunga lingua, e gli insetti intrappolati in essa: ciò fa del Direhorse un animale impollinatore. Allo stato brado i Direhorse si radunano in mandrie di dimensioni variabili da una dozzina a più di cento unità, coordinate grazie alle informazioni condivise tramite le due code neurali poste ai lati della testa.
I Na'vi apprezzano molto il Direhorse, che chiamano Pa'li, tanto per la sua intelligenza e mansuetudine quanto per la prontezza di riflessi e l'agilità, che li rendono ideali per muoversi nelle zone ingombre della foresta pluviale; la sua velocità lo rende un eccellente mezzo di trasporto anche nelle praterie, il suo secondo habitat naturale, motivo per quale il Direhorse ha grande importanza nei clan dei Cavalieri delle Pianure. A differenza delle Banshee, legarsi tramite tsaheylu a un Direhorse non crea un legame permanente fra l'animale e un unico Na'vi, ciononostante non è inusuale che un Na'vi addestri e cavalchi un particolare Direhorse nonostante nulla vieti di cavalcare il Direhorse di un altro Na'vi, dietro il suo permesso. Poiché lo tsaheylu permette di comunicare i comandi in modo molto più rapido ed efficiente della parola, le cavezze usate dai Na'vi (la Na'hia buk'ne, che alla lettera significa "imboccatura") servono a guidare il Direhorse a piedi e non durante la cavalcata. È tradizione che gli stili e le decorazioni delle cavezze, fatte di fibre tessili, tendini plantari e pelle animale, siano tramandate di generazione in generazione.

#### Fan Lizard (Kenten)
La Fan Lizard (nome scientifico: Fanisaurus pennatus) è un piccolo animaletto notturno e onnivoro che vive sul suolo di Pandora. Lungo approssimativamente 45 cm, la Fan Lizard è dotata sulla sua schiena di una membrana bioluminescente di un acceso viola, retrattile e a forma di disco, alla base di un curioso e bellissimo meccanismo difensivo: la forza e la rapidità con cui la Fan Lizard è in grado di spalancare la sua membrana, combinata con la bassa gravità e l'alta densità atmosferica di Pandora, permettono alla piccola lucertola di proiettarsi in aria e rimanere sospesa roteando la membrana. In tal modo non solo la Fan Lizard può schivare un attacco, ma il suo aggressore sarà confuso nel vedere la (prima) piccola lucertola raggiungere il metro di lunghezza e sfoggiare una luce così accesa in pochi attimi.
La Fan Lizard è uno degli animali preferiti dei Na'vi (e di Grace Augustine), e molto spesso i loro bambini disturbano apposta un gruppo di Fan Lizard per vedere lo spettacolo dei dischi viola e magenta fluttuare luminosi nell'aria tutto intorno a loro, diretti verso luoghi più sicuri e tranquilli. La Fan Lizard è il soggetto di una delle più antiche danze Na'vi, di solito eseguita dai bambini: al suono dello hufwe o di altri strumenti a fiato, due danzatori si posizionano fianco a fianco per interpretare la Fan Lizard mentre un altro gruppo di bambini corre intorno a loro; quando iniziano a stuzzicare la Fan Lizard, il duo si "impenna" in circolo (simulando il balzo in aria della Fan Lizard) e volteggia fra gli altri danzatori.

#### Martellatore (Angstìk)
Simile per taluni aspetti agli estinti titanoteri della Terra da cui prende il nome comune, il Martellatore (Titanotheris hammercephalis) è uno dei più temibili animali terrestri di Pandora. Lungo circa undici metri e grande approssimativamente il doppio di un elefante, il Martellatore è immediatamente riconoscibile dalla sua testa a forma di martello, che usa come potente arma di difesa e attacco, e da alcune penne colorate sulla sua sommità. Le sue sei zampe permettono a questa creatura di voltarsi velocemente per fronteggiare eventuali minacce dai fianchi o dalla parte posteriore, relativamente meno protetta rispetto alla parte frontale difesa dalla robusta struttura ossea della testa e delle spalle. I suoi sensi dell'udito e dell'olfatto sono inoltre eccezionalmente sviluppati, per compensare la sua impossibilità nel vedere oggetti molto distanti.
I Martellatori vivono in branchi di numero variabile dalle dieci alle venti unità e sono estremamente territoriali: un tipico comportamento dell'esemplare alfa è di tracciare ampi sentieri nella foresta abbattendo gli alberi con la testa, per avvertire altri simili di stare alla larga. Quando percepiscono una minaccia, cosa che avviene molto spesso nell'arco di una giornata, i Martellatori chinano la testa e caricano nella sua direzione: ciò solitamente basta a far scappare l'intruso indesiderato. Quando invece un Martellatore alza il ventaglio di piume sulla testa, azione solitamente accompagnata da un basso ringhio di avvertimento, è segno che l'animale è pronto ad attaccare.
Gli unici predatori in grado di attaccare un Martellatore adulto sono i Thanator, i Leonopteryx e i Na'vi, che lo chiamano Angstìk. Se attaccati da un Thanator o da un Leonopteryx, i Martellatori solitamente si radunano insieme e fronteggiano uniti l'aggressore, inducendolo così alla ritirata, ma la tendenza all'ira di questi animali fa sì che alcuni di essi siano pronti a caricare anche nemici più grossi e pericolosi di loro: è per questa ragione che la dottoressa Grace Augustine ha consigliato a Jake Sully di non scappare di fronte all'esemplare che, avendolo visto, aveva abbassato la testa e alzato il ventaglio di piume, primi segnali di una carica. Gli umani non sono solitamente un pericolo per queste creature, poiché la loro pelle è così resistente da essere immune ai proiettili di piccolo e medio calibro, come quelli in dotazione ai fucili di soldati e AMP-suit.

#### Hexapede (Yerik)
L''Hexapede (nome scientifico: Sexcruscervus caeruleus), diffuso in quasi tutti gli habitat di Pandora, è il più comune erbivoro terrestre del satellite. Simile per alcuni aspetti a un cervo o ad una gazzella, è alto fino a due metri ed è riconoscibile dal manto blu scuro a strisce bianche e gialle. Il loro muso allungato termina con una piccola mascella biforcuta, mentre la loro testa piccola e aggraziata è sormontata da due ventagli retrattili, di colore chiaro e recanti il motivo di un paio di occhi, che gli Hexapede alzano per sembrare più grandi e spaventosi agli occhi dei predatori: ciò nonostante, gli Hexapede sono predati da quasi tutti i carnivori terrestri e aerei di Pandora, e solo la rapidità con cui si riproducono li salva dall'estinzione. Sono anche uno dei primi bersagli dei cacciatori Na'vi, che li chiamano Yerik e ne utilizzano la pelle in numerosi ambiti; è inoltre tradizione che l'Hexapede sia il primo animale che un Na'vi può cacciare dopo aver superato l'iknimaya e l'uniltarion, i riti di passaggio all'età adulta.

#### Leonopteryx (Toruk)
Con la sua apertura alare di venticinque metri, il Grande Leonopteryx (o semplicemente Leonopteryx, nome scientifico: Leonopteryx rex) è il più grande e temuto predatore dei cieli di Pandora. Il Leonopteryx, di un caratteristico e ben visibile color rosso e giallo con strisce nere, è dotato di due creste blu o talvolta verdi alla sommità della testa e sotto la mandibola, che con la loro affilatura possono essere usate per togliere di mezzo ostacoli al suo volo o colpire le prede, e di possenti artigli ai margini delle ali e sulle zampe posteriori. Le sue due paia di ali, capaci di formare una superficie unita oppure separarsi e ruotare individualmente, hanno ossa rinforzate con una fibra di carbonio per meglio volare nella densa atmosfera di Pandora, e le due code posteriori lo aiutano nel controllo del volo. La sua unica debolezza sono gli occhi: non temendo predatori di sorta, infatti, le due paia di occhi del Leonopteryx gli permettono un arco di vista molto ampio ma con un punto cieco proprio sopra l'animale, che lo rende incapace di vedere un (improbabile) assalitore dall'alto. Tale debolezza è stata sfruttata da Jake Sully per avvicinarsi ad un Leonopteryx abbastanza da intessere uno tsaheylu con esso. La sua preda usuale sono le Banshee di foresta o di montagna, anche se non disdegna altre prede terrestri o volanti. Il Leonopteryx è una specie prevalentemente solitaria ed è raro vederne più di uno in uno stesso posto.
I Na'vi lo chiamano Toruk, nome che significa "Ultima Ombra", a causa della sua tattica di caccia in picchiata dall'alto, che lo rende per le sue prede l'ultima ombra che vedono nella loro vita. Il Leonopteryx ha un grande ruolo all'interno della cultura dei Na'vi per via di quei pochissimi che riuscirono a domarlo, legandosi a uno di loro tramite lo tsaheylu come con un ikran (Banshee per gli umani) e divenendo Toruk Makto, Cavaliere di Ultima Ombra. Non è chiaro se anche il Leonopteryx, come gli Ikran, resti fedele al cacciatore che ha scelto per tutta la vita, anzi sembra che lo tsaheylu possa essere spezzato quando il Toruk Makto di turno ha terminato il suo compito. Fin dagli albori della storia Na'vi, ossia più di tremila anni, si contano solo sei Toruk Makto, e gli ultimi due appartengono entrambi al clan degli Omaticaya: il quinto, il nonno del nonno di Neytiri, radunò tutti i clan dei Na'vi in tempo di grandi sofferenze e li portò alla vittoria, mentre il sesto è Jake Sully stesso, che emulò il suo predecessore radunando una nuova alleanza dei Na'vi contro gli umani, prima la sua stessa razza, e proteggendo Vitraya Ramunong, l'Albero delle Anime, dalla distruzione.

#### Thanator (Palulukan)
Il Thanator (nome scientifico: Bestiapanthera ferox) è il più temuto e implacabile predatore terrestre di Pandora, talmente feroce che è stato spesso paragonato al T-Rex. Di aspetto simile per alcuni aspetti ad una pantera terrestre dal manto completamente nero, il Thanator è dotato di una muscolatura possente grazie alla quale può correre per prolungati periodi di tempo e artigli poderosi con cui colpire la sua preda o farsi largo attraverso la fitta vegetazione. Può protendere rapidamente il collo per morsi precisi e fulminei, rapidi quanto lo scatto di un otturatore, spalancare enormemente le sue fauci dotate di denti lunghi circa venticinque centimetri e usare la sua coda poderosa per sferrare violente spazzate per atterrare o uccidere, dimostrando dunque una grande abilità nell'uso delle sue armi naturali. Il suo collo e la sua schiena, inclusa la coda, sono corazzate, e i suoi sensi dell'olfatto e dell'udito talmente sviluppati da permettergli di individuare una grande preda in difficoltà fino a tredici chilometri di distanza, classificando il Thanator come il predatore dai sensi più acuti di Pandora. È un predatore territoriale con un terreno di caccia di circa trecento chilometri quadri, solitamente notturno anche se può cacciare di giorno qualora fosse abbastanza affamato, e le sue prede possono essere tanto gli Hammerhead quanto i Na'vi. Data la sua anatomia, probabilmente il Thanator e il Viperwolf si sono evoluti da un antenato comune.

Thanator in carica, cavalcato da Neytiri durante la battaglia per l'Albero delle Anime

Il nome na'vi del Thanator è Palulukan, che significa "bocca secca portatrice di terrore". È probabilmente il più temuto animale di Pandora per i Na'vi, al punto che persino i cacciatori più coraggiosi temono di incontrarlo e, al contrario del resto della fauna e della flora di Pandora, non è celebrato in canti o danze. È tuttavia possibile che i Na'vi possano addomesticare un Thanator, poiché nel videogioco Avatar per iPod un Na'vi tiene accanto a sé un piccolo di Thanator come un animale da compagnia. L'ipotesi è avvalorata dal fatto che Neytiri si è legata tramite tsaheylu ad un Thanator durante la battaglia per l'Albero delle Anime, dopo che la sua Banshee, Seeze, viene uccisa.

#### Lupivipera (Nantang)
Lungo circa un metro e mezzo, il Lupovipera (nome scientifico: Caniferratus costatus), chiamato dai Na'vi Nantang, è uno dei più pericolosi predatori notturni di Pandora. Simile per alcuni aspetti ad un lupo, i Lupovipera sono altamente specializzati nella caccia: si possono mimetizzare nelle ombre della foresta grazie al manto nero, gli occhi possono vedere nella notte come di giorno, il senso dell'olfatto è secondo solo ai Thanator e permette loro di individuare una preda a 8 km di distanza, gli artigli sono così forti (esercitano fino a 4 kg/cm2 di pressione) da spaccare ossa e pietre, hanno un campo visivo molto ampio e si possono arrampicare sugli alberi grazie ai pollici opponibili delle zampe. Solitamente cacciano in gruppi piccoli ed estremamente organizzati, in cui i singoli Lupovipera comunicano in un linguaggio relativamente evoluto fatto di espressioni facciali, gesti delle zampe e segnali uditivi di vario tipo come sibili, latrati e schiamazzi. Solo le Banshee montane e pochissimi altri animali osano attaccare Lupovipera.
Nonostante la loro cattiveria e violenza nella caccia, i Lupovipera sono animali molto sociali. Le madri sono gentili e amorevoli durante la brevissima infanzia dei loro piccoli, che sono capaci di cacciare da soli dopo solo un mese dalla nascita e maturano completamente nei primi sei mesi di vita, mantenendo durante la giovane età un temperamento giocoso pari a quello dei cuccioli di cane terrestre.. Oltre al Lupovipera nero, recentemente sono state scoperte diverse altre specie di Lupovipera, tutte simili in anatomia e comportamento, ma con alcune differenze evidenti: il "Galactonotus Viperwolf", di colore cremisi e nero e dotato di un muso particolarmente allungato; il "Leucomelas Viperwolf", che può emettere brevi lampi di luce per disorientare le prede; il "Wasp Viperwolf", capace di diventare temporaneamente trasparente.

#### Prolemuri (Syaksyuk)
I Prolemuri (nome scientifico: Prolemuris noctis), in Na’vi Syaksyuk, sono simili alle scimmie terrestri. Queste creature hanno delle membrane tra le braccia e le cosce che gli consentono, quando saltano da un albero all'altro, di catturare il vento nei lembi e rallentare la velocità della caduta. Questo permette loro di scendere per più di dodici metri senza rischi o danni. Hanno le ossa cave, e la densità della loro muscolatura e d'altri tessuti organici è diminuita da una loro struttura porosa, il che li rende più leggeri di quello che potrebbero sembrare a un primo sguardo (anche il più pesante non supera i sei chilogrammi). Le loro dita sono palmate e dispongono di un pollice rudimentale che serve ad aggrapparsi alle liane e ai rami e ad afferrare il cibo. Le braccia si biforcano sotto l'omero e possono raggiungere il metro d'altezza. I prolemuri hanno grandi occhi che gli conferiscono una visione binoculare, un cranio scimmiesco con muso corto e piccole narici. I denti sono acuminati e sottili, adatti per tagliare la dura flora di Pandora. Hanno inoltre un equilibrio quasi perfetto e la loro percezione della profondità è superba.

### Flora

#### Caratteristiche comuni
Sebbene esteriormente la maggior parte della vegetazione di Pandora non differisca eccessivamente da quella presente sulla Terra, ogni specie vegetale sul satellite condivide una peculiarità sconosciuta agli umani prima di giungere su Pandora ma ben nota sul satellite: lo tsaheylu. Nel caso specifico gli alberi non hanno una coda con cui intessere tale legame biochimico, pertanto lo tsaheylu è compiuto dalle loro stesse radici: dato l'enorme numero di alberi su Pandora e l'altrettanto grande numero di connessioni che un singolo albero è in grado di creare con gli alberi vicini, ciò si traduce in una rete di comunicazione biochimica più estesa di quella fra i neuroni di un cervello umano. In tale rete hanno particolare importanza gli alberi conosciuti dai Na'vi come Utraya Mokri e Vitraya Ramunong, ossia rispettivamente Albero delle Voci e Albero delle Anime.

#### Alberocasa (Kelutral)
Gli Alberocasa, traduzione del termine Kelutral della lingua Na'vi, sono giganteschi alberi alti centinaia di metri dotati di molteplici cavità naturali che molti clan Na'vi delle foreste usano come casa; in genere ogni Alberocasa appartiene ad un singolo clan, sebbene questi alberi siano abbastanza spaziosi da poter ospitare parecchi clan allo stesso tempo. Il nome "Alberocasa" è in effetti ingannevole, poiché un Kelutral è in realtà composto da diversi alberi della stessa specie che crescono assieme, interconnettendosi gli uni agli altri in ragione di una maggiore forza e resistenza strutturale: ciò, combinato con la bassa gravità su Pandora, ne permette la crescita fino a raggiungere altezze mai viste sulla Terra. Strutturalmente, un Alberocasa è formato da un anello esterno e visibile di tronchi (similmente a colonne), un anello secondario non visibile che sorregge gran parte del peso e un anello interno che circonda il cuore dell'albero, che grazie alla sua struttura a spirale permette ai Na'vi di salire e scendere sull'albero.
L'Alberocasa del clan degli Omaticaya, a circa cento chilometri dai Cancelli dell'Inferno, è sito sul più grande giacimento di unobtanium facilmente raggiungibile dagli umani, cosa che mette in diretto conflitto le due fazioni. Anche altri Alberocasa crescono sopra giacimenti di unobtanium.

#### Albero delle Anime (Vitrautral)
Unico della sua specie nonostante il grande numero di suoi semi (i Woodsprite), l'Albero delle Anime, chiamato dai Na'vi Vitraya Ramunong, è l'essere vivente più sacro in assoluto per gli abitanti di Pandora. Sito in una conca del diametro di 60m nel mezzo dei Monti Hallelujah e circondato da enormi formazioni rocciose a forma di archi, il suo aspetto è simile agli Alberi delle Voci, con un tronco centrale molto grande per l'età avanzata da cui si dipartono lunghe foglie filiformi di colore rosa acceso e fosforescenti durante la notte che possono essere usate dai Na'vi per intessere uno tsaheylu. Non è tuttavia per questo che l'Albero delle Anime assume un ruolo fondamentale e insostituibile nella cultura dei Na'vi, bensì per la sua capacità di estrarre le sue radici dal terreno e usarle per connettersi, spontaneamente o sotto richiesta, al sistema nervoso di una qualunque creatura vivente a prescindere dalla presenza o meno di una coda dotata di tendrilli, e dunque se nativa di Pandora o aliena.
Tale capacità, unica e non condivisa da nessun'altra creatura su Pandora, trasforma l'Albero delle Anime nel più forte, potente e diretto legame dei Na'vi con Eywa; non a caso è ai suoi piedi che i Na'vi, legati in tsaheylu alle sue radici, celebrano i loro rituali più sacri. La sua connessione diretta con Eywa lo rende inoltre un mezzo attivo della sua volontà, ad esempio durante i tentativi di trasferire la coscienza di Grace Augustine e Jake Sully all'interno dei loro avatar (per usare le parole di Mo'at, «... La Grande Madre potrebbe decidere di salvare tutto quello che lei è in questo corpo.»), il primo fallito ed il secondo andato a buon fine, o successivamente alla preghiera di Jake Sully a Eywa, compiuta in tsaheylu all'Albero delle Anime, che causò l'attacco in massa di migliaia di animali della fauna di Pandora a danno delle forze RDA durante l'assalto finale.
Proprio per l'importanza data dai Na'vi all'Albero delle Anime, questo si rivela essere un obiettivo cruciale per gli umani: le informazioni ottenute dai datalog di Jake Sully sulla sua importanza per i Na'vi convincono (a ragione) Quaritch che la sua distruzione sarebbe un colpo mortale al morale dei Na'vi e garantirebbe all'RDA una vittoria schiacciante a prescindere dal numero di perdite da ambo le parti; le stesse motivazioni, viste tuttavia dal punto di vista dei Na'vi, convincono Jake che l'Albero delle Anime deve essere protetto a qualunque costo.
L'Albero delle Anime è talvolta chiamato Vitraya Ramunong, ossia "Pozzo delle Anime".

##### Woodsprite (Atokirina)
Simili a piccole meduse bianche, i Woodsprite sono i semi di Vitraya Ramunong, l'Albero delle Anime. Per i Na'vi, gli atokirina sono spiriti molto puri e in diretto collegamento con Eywa, motivo per cui tali semi ricoprono un ruolo molto importante nella loro cultura. La loro apparizione è spesso considerato un segno di Eywa, interpretato a seconda delle azioni di tali semi, e durante i funerali i Na'vi seppelliscono con il defunto un atokirina.

#### Albero delle Voci (Utraya Mokri)
L'Albero delle Voci, traduzione esatta dal na'vi Utraya Mokri, è un albero di aspetto simile ai salici terrestri, con un tronco centrale da cui si dipartono lunghe foglie filiformi di colore rosa acceso, fosforescenti durante la notte, che permettono ai Na'vi di intessere uno tsaheylu con l'albero stesso. Questa proprietà lo differenzia nettamente da qualsiasi albero di Pandora, ad eccezione dell'Albero delle Anime, il che lo rende di importanza fondamentale all'interno della cultura Na'vi, poiché attraverso lo tsaheylu i Na'vi possono ascoltare le voci dei loro antenati: da qui il nome di Albero delle Voci.
Per i Na'vi ciò è possibile perché l'Albero delle Voci è un modo per comunicare direttamente con Eywa, la loro divinità fatta di tutte le cose viventi, di cui sono entrati a far parte tutti gli spiriti dei loro antenati; secondo una teoria della dottoressa Grace Augustine, ciò avverrebbe grazie alla straordinaria rete di legami biochimici intessuta a livello planetario dagli alberi di Pandora, considerabile alla stregua di un computer, a cui i Na'vi potrebbero accedere da luoghi particolari come l'Albero delle Voci.

#### Helicoradiano (Loreyu)
L'Helicoradiano (nome scientifico: Helicoradium spirale) è un curioso organismo di dubbia e difficile classificazione in termini di animale e vegetale. Le difficoltà dei biologi nascono dal fatto che la sua unica foglia dai toni rosati, alta dai 6 agli 8 metri, è dotata di un sistema neuromuscolare grazie al quale, se toccata, la parte esposta della "pianta" può avvolgersi su sé stessa e ritirarsi nel terreno, sottraendosi agli erbivori che se ne vorrebbero cibare e catturando allo stesso tempo insetti e altri piccoli animali; poiché inoltre l'Helicoradian cresce in colonie, se uno di loro si ritira nel terreno può causare una reazione a catena e la conseguente scomparsa dell'intera colonia.
I Na'vi chiamano tale organismo Loreyu, che significa "bellissima spirale", e ne usano le foglie come decorazione per abiti da cerimonia e comuni, tende, sacchi e altro, oppure estraggono dalle sue foglie i pigmenti che gli conferiscono il suo colore arancione. I Na'vi li usano inoltre come segnali della presenza di un pericolo nelle vicinanze, essendo capaci di attraversare una colonia di Helicoradian senza farli ritrarre.

#### Panopyra (Tawtsngal)
Il Panopyra (nome scientifico: Panopyra aerii) è un'insolita forma di vita che ha caratteristiche tipiche della medusa. Questo saprofita di dubbia classificazione cresce in genere associato ad altre piante. I Na'vi utilizzano il liquido che esso raccoglie nel proprio organismo come bevanda nutriente e curativa. Le sue appendici flessibili vengono impiegate per la fabbricazione di reti, trappole ed altri oggetti.

#### Cat ear (Pamtseowll)
Chiamato così per il suo aspetto, il "Cat ear" (in inglese letterale "orecchia di gatto", in Na'vi "pianta musicale", nome scientifico: Felinafolia ferrugine) ha caratteristiche intermedie tra gli animali e le piante. Quello che rende straordinario questo organismo, però, è il suono che emette: quando il vento passa sulla sua superficie delle sue foglie, crea una dolce melodia, che può diventare rapidamente una sinfonia quando molti di questi organismi suonano all'unisono.

### Divinità

#### Eywa
Conosciuta sia ai Na'vi che agli umani con il solo nome di Eywa, è un'entità divina descritta dai Na'vi come la Grande Madre, fatta di tutte le cose viventi e protettrice dell'equilibrio naturale di Pandora. Essa non prende le parti di nessuno, difendendo la vita nel suo aspetto generale. È convinzione dei Na'vi che Eywa provveda ad ogni loro bisogno agendo sulla fauna e sulla flora di Pandora inclusi gli stessi Na'vi, cosa che trova parziale riscontro nella straordinaria stabilità demografica dei Na'vi in interi millenni; allo stesso modo provvederebbe ai bisogni delle piante e degli animali del satellite.
Generalmente è considerata pura superstizione da parte degli umani, tuttavia una scoperta della dottoressa Grace Augustine (l'interconnessione a livello globale della flora di Pandora) potrebbe essere usata come prova della sua reale esistenza nei termini esatti in cui è stata definita dai Na'vi. Volendo interpretare in tal senso le scoperte della dottoressa Augustine, Eywa è l'insieme di tutte le creature del satellite, le quali agirebbero come "cellule" di un unico organismo vivente, il cui "sistema nervoso" sarebbe formato dagli alberi e dal resto della vegetazione di Pandora, la cui rete di legami è di tipologia analoga alla corteccia cerebrale umana, con un numero di interconnessioni persino superiore ad essa. Tale teoria, avanzata anche senza tale scoperta da alcuni scienziati sulla Terra, spiegherebbe questioni come il modo in cui i Na'vi possono cavalcare una Banshee o un Direhorse senza averlo precedentemente addestrato e già dal primo tsaheylu.
Nel film ci sono quattro indizi della sua reale esistenza:
1. Il tocco di un atokirina sulla freccia che Neytiri stava per scagliare verso Jake Sully, che induce la Na'vi a seguirlo e non ucciderlo;
2. Il successivo "abbraccio" da parte di un folto gruppo di atokirina sullo stesso Jake, a seguito del quale Neytiri porta Jake all'Alberocasa degli Omaticaya nonostante il divieto di suo padre;
3. Le parole di Grace Augustine morente secondo cui Eywa esiste e sarebbe da lei stata vista;
4. L'attacco in massa della fauna di Pandora alle forze umane nella battaglia per l'Albero delle Anime;
5. La figlia di Grace sente il rumore di un cuore pulsante se entrata in contatto col terreno di Pandora

### Minerali

#### Unobtainium
Causa principale dell'interesse dell'RDA per Pandora, l'unobtainium (o unobtanium) è un minerale grigio scuro con venature più chiare dotato della proprietà unica nella galassia di essere un superconduttore a temperatura ambientale capace, a differenza degli altri, di generare un forte campo magnetico alla medesima temperatura. Per tale proprietà, il minerale è alla base della levitazione di alcune formazioni rocciose (primi fra tutti i Monti Alleluia).
L'unobtainium trova applicazioni nella produzione di motori iperspaziali e centrali elettriche a bassissimo costo, potendo dunque essere il mezzo decisivo per contrastare la forte crisi energetica della Terra del 2154.
Poiché le sue quotazioni sul listino di mercato sono di 20 milioni di dollari al kg grezzo, 40 se raffinato, l'unobtainium rappresenta un ottimo investimento potenziale per l'RDA nonostante il suo elevato costo di estrazione. La sua produzione presenta tuttavia alcune notevoli difficoltà che col passare del tempo hanno messo in difficoltà la compagnia: primo fra tutti l'atmosfera di Pandora, letale per l'organismo umano. Il Programma Avatar, ossia l'uso di corpi con DNA misto Na'vi-umano comandati in remoto, è stato inizialmente pensato proprio per aggirare tale problema, tuttavia il proibitivo costo di 5 miliardi di dollari ad avatar ha presto indotto la compagnia a cercare altre soluzioni. All'epoca in cui è ambientato il film gli umani utilizzano un dispositivo di respirazione e filtraggio chiamato exopack per sopravvivere in aree non protette.
Un altro e ben più consistente problema è l'opposizione della popolazione indigena di Pandora, i Na'vi, alle tecniche di estrazione altamente invasive utilizzate dall'RDA e della conseguente problematica legata all'immagine della compagnia sulla Terra. Non potendo o volendo cambiare le tecniche di estrazione dell'unobtainium, la scelta dell'RDA è stata di affidare ad uno degli scienziati coinvolti nel progetto, l'antropologa e grande esperta dei Na'vi Grace Augustine, le relazioni fra umani e Na'vi e, soprattutto, cercare una soluzione diplomatica al conflitto fra le due specie. Tali iniziative sono tuttavia fallite, sia perché i Na'vi non desideravano nulla di quanto gli umani potevano dar loro in cambio dell'unobtainium sia per le azioni della maggior parte degli umani, ad eccezione forse del solo Progetto Avatar: particolarmente inerente a quest'ultimo punto è la morte di Sylwanin, figlia dell'olo'eyktan (capoclan) degli Omaticaya, avvenuta proprio sulla soglia della scuola di Grace Augustine e davanti agli occhi di sua sorella Neytiri, che causò sia la chiusura della scuola sia il termine dei rapporti diplomatici con gli Omaticaya, la cui casa (l'Alberocasa appunto) è direttamente sopra il più grande giacimento del minerale facilmente raggiungibile dall'RDA.
Nella tavola periodica l'unobtainium (Unm) è il 120esimo elemento, con massa atomica 299.

### Località

#### Archi di pietra
Gli Archi di pietra, una delle formazioni rocciose tipiche di Pandora, sono esattamente ciò che suggerisce il nome: giganteschi archi di roccia che raggiungono in alcuni casi il mezzo chilometro di lunghezza e i 300m di altezza. I geologi ipotizzano che queste conformazioni geologiche si siano formate durante la fase di raffreddamento del satellite dallo stato fluido, quando gli intensi campi magnetici dell'unobtanium plasmarono la roccia fusa fino a darle la forma che, dopo millenni di erosione, è ora visibile all'occhio. Fra i fatti a favore di tale ipotesi vi è l'orientamento degli archi di pietra stessi, che seguono fedelmente i tracciati delle linee dei campi magnetici dell'area: poiché questi sono causati per la maggior parte dall'unobtanium, i minatori dell'RDA utilizzano gli archi di pietra per localizzare i giacimenti del minerale. Per la stessa ragione sono presenti formazioni di archi di pietra nei dintorni di molti luoghi sacri dei Na'vi, come l'Albero delle Anime, siti in gran parte sopra o vicino a grandi depositi di unobtanium.

#### Coste del Mare Orientale
Le coste del Mare Orientale sono il territorio di un imprecisato numero di clan, le Popolazioni degli Irkan, che Jake Sully contatta come sesto Toruk Makto e arruola nell'alleanza Na'vi formatasi per difendere l'Albero delle Anime dalle forze RDA. Tali coste sono formate prevalentemente da alte scogliere e formazioni rocciose difficilmente raggiungibili a piedi, motivo per il quale le Popolazioni si affidano molto alle Banshee per gli spostamenti.

#### Cancelli dell'Inferno
Più nota con il soprannome di Cancelli dell'Inferno, la Colonia Extra-Solare 01 è l'unica base dell'RDA sul suolo di Pandora. È circondata da una recinzione protettiva pentagonale che racchiude un'area di 9,406 km2 e difesa da torrette equipaggiate con armi pesanti per la difesa da attacchi terrestri e aerei; è inoltre separata dalla foresta circostante da una fascia di terreno larga 30m regolarmente ripulita dalla vegetazione tramite il trattamento con sostanze acide ricavate dalla produzione mineraria. Il complesso include la pista di atterraggio degli shuttle, strutture per l'immagazzinamento e lo stoccaggio di risorse, strumentazioni, mezzi e veicoli, hangar, le raffinerie dell'unobtanium, le fabbriche di equipaggiamento e munizioni, le strutture amministrative, le aree ricreative, gli alloggi, la mensa (nota come la cucina del diavolo) e una piccola area non pressurizzata utilizzata prevalentemente dal Programma Avatar.

#### Monti Alleluia

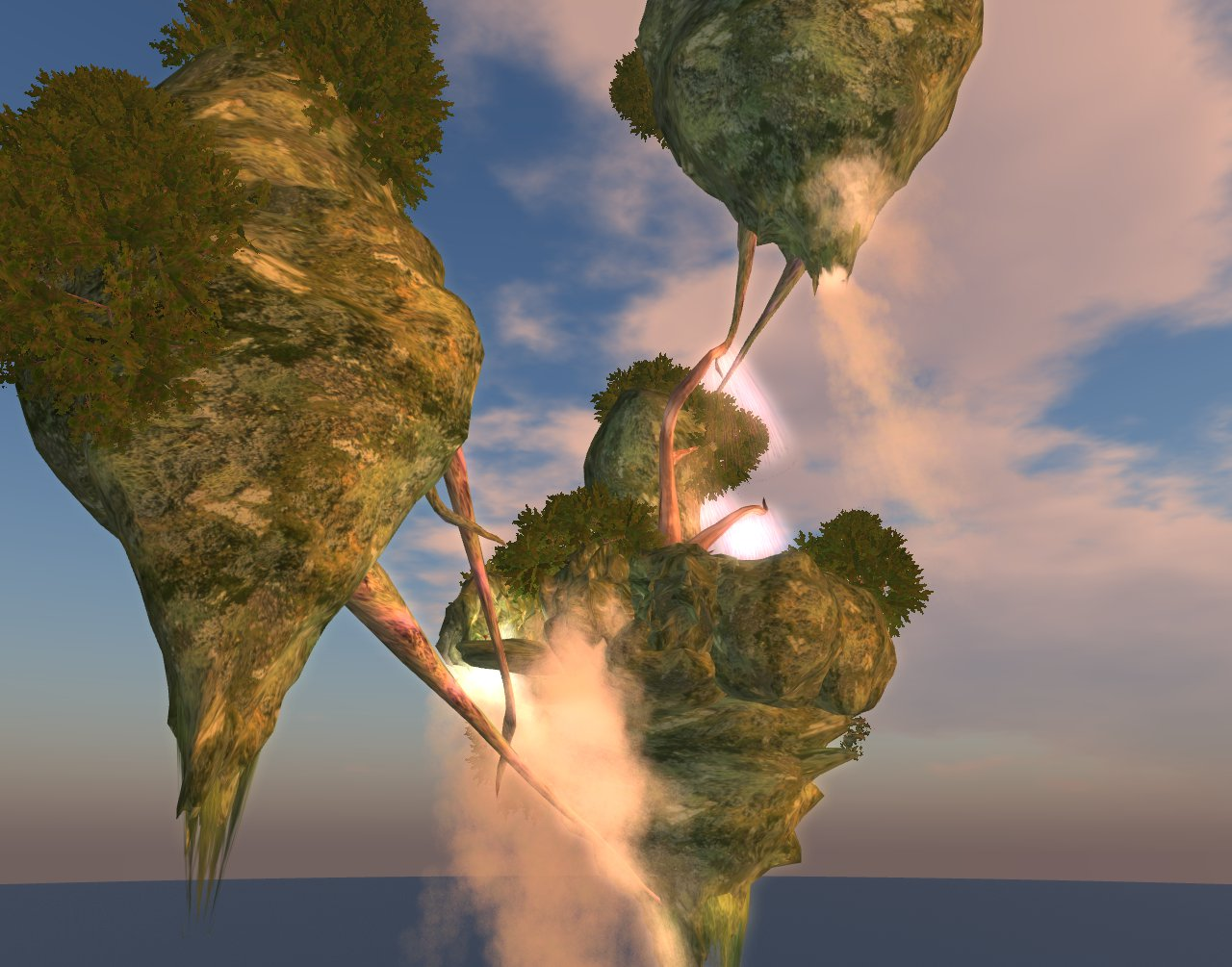
Illustrazione delle Montagne Fluttuanti di Pandora

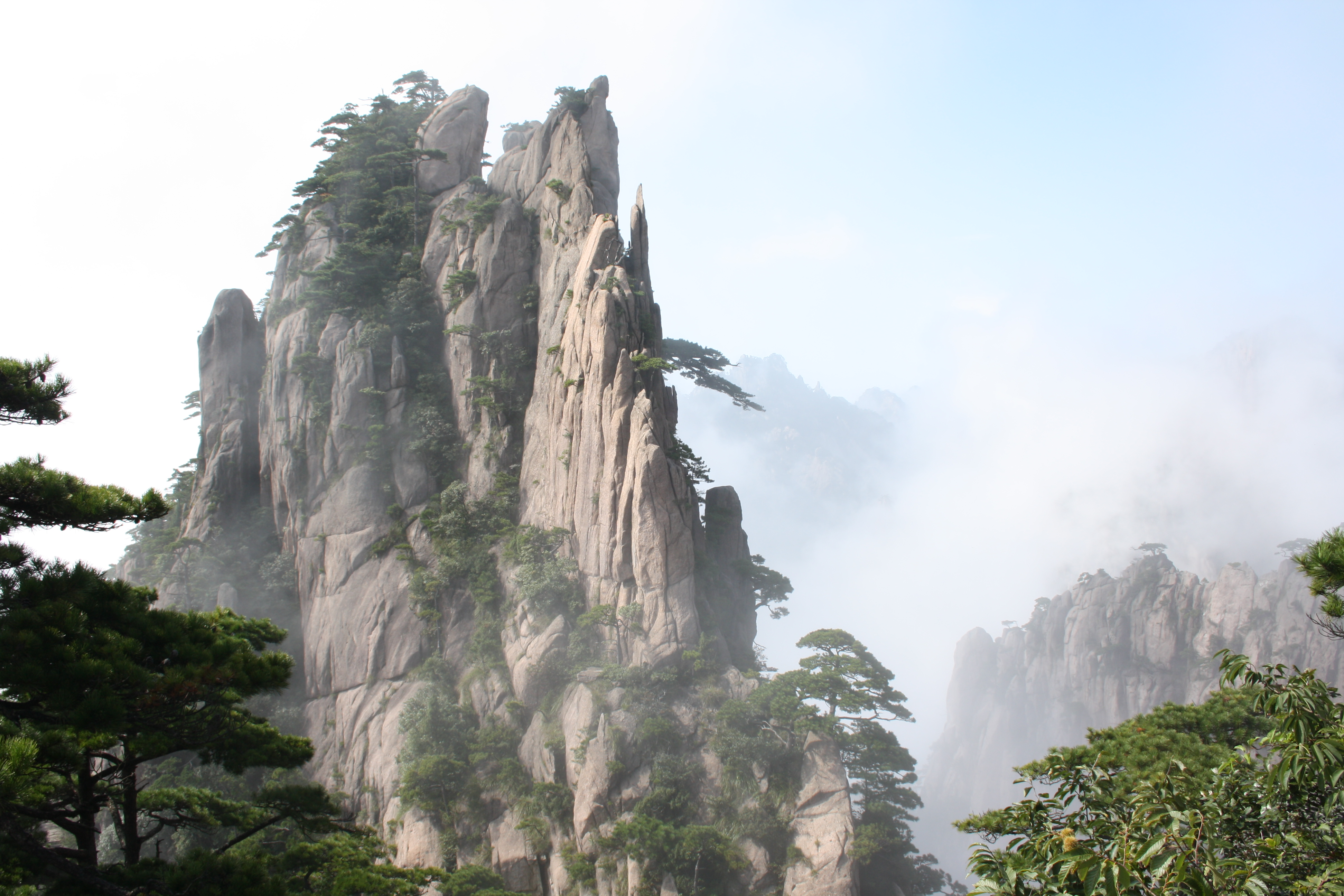
Le montagne fluttuanti sono ispirati ai monti Huangshan

Noti anche come le leggendarie Montagne Fluttuanti di Pandora, i Monti Alleluia sono una estesa catena montuosa sita a poca distanza dall'Alberocasa degli Omaticaya e al cui interno si trova l'Albero delle Anime. Queste montagne non avrebbero nulla di particolare se non fosse per la composizione ricca di unobtanium delle montagne stesse e del suolo sottostante; i campi magnetici generati dai giacimenti di minerale al suolo e sui Monti creano infatti un vero e proprio fenomeno di levitazione magnetica naturale, grazie al quale i Monti Alleluia sono sospesi a diverse centinaia di metri dal suolo (il Monte Verità ad esempio fluttua a più di 2600m dal suolo): da qui sia il nome di Montagne Fluttuanti sia la straordinaria fama di cui godono questi monti sulla Terra. Sempre l'unobtanium è la causa del secondo fenomeno praticamente unico che avviene sui Monti Alleluia, ossia il cosiddetto Vortice del Flusso, nome con cui si indica il fatto che gli straordinari campi magnetici che tengono sospese le montagne rendono praticamente impossibile l'uso di gran parte dei sistemi di radar, localizzazione e puntamento umani.
A causa di questi due fenomeni e della nebbia, che talvolta si forma per le grandi quantità d'acqua letteralmente riversate in aria dalle sorgenti montane, raggiungere i Monti Alleluia è impresa difficile sia per gli umani che per i Na'vi: mentre infatti il Vortice del Flusso costringe i piloti umani a volare a vista, che in condizioni di nebbia significa volare completamente ciechi (l'unico pilota a sorvolarle frequentemente è Trudy Chacón, assegnata al Programma Avatar), i Na'vi possono raggiungere la cima solo volando a dorso di Banshee oppure lungo il passo da loro chiamato Iknimaya, ossia letteralmente "il cammino verso il paradiso", percorso dai giovani Na'vi che affrontano l'omonima prova di passaggio all'età adulta.
Nonostante l'evidente difficoltà di estrarre il minerale dalle sue rocce fluttuanti, i Monti Alleluia sono uno dei giacimenti di unobtanium che l'RDA sta cercando di sfruttare, pur con alcuni incidenti (come il ribaltamento di una montagna grande come una nave, che causò diversi morti). Il Programma Avatar ha qui un'unità di link mobile (il Sito 26).  Per i clan Na'vi vicini, invece, i Monti Alleluia ricoprono un importantissimo ruolo per la folta colonia di Banshee montane che ha nidificato sul Monte Verità: l'Iknimaya prevede infatti che i giovani Na'vi si leghino tramite lo tsaheylu ad una Banshee perché possano essere riconosciuti dal clan come adulti.

#### Pianure
Le pianure sono il territorio di un imprecisato numero di clan, i Cavalieri delle Pianure, che Jake Sully contatta come sesto Toruk Makto e arruola nell'alleanza Na'vi formatasi per difendere l'Albero delle Anime dalle forze RDA. Tali pianure si presentano come vaste aree erbose intervallate da grandi Alberocasa, dimora dei clan: la loro vastità è il motivo per cui i Cavalieri delle Pianure usano prevalentemente i Direhorse per gli spostamenti.

#### Siti di estrazione dell'unobtanium
A causa dei metodi altamente invasivi, utilizzati per l'estrazione dell'unobtanium, i suoi siti di estrazione si mostrano tutti come vaste aree di forma approssimativamente circolare completamente prive di vegetazione, terrazzate e scavate in profondità, visibili dall'alto a grandi distanze come buchi color marrone chiaro nella foresta altrimenti lussureggiante. Il perimetro di tali miniere è attentamente difeso dagli attacchi delle creature terrestri e volanti di Pandora e dei Na'vi, per i quali queste miniere sono la prova lampante della noncuranza degli umani per la natura per cui loro, invece, hanno un rispetto assoluto. In questi siti lavorano diverse scavatrici di enormi dimensioni e un discreto numero di tecnici e minatori. Tipicamente il ciclo di estrazione dell'unobtanium prevede il collocamento di cariche chimiche sopra al giacimento tramite carotaggi comandati via satellite, la detonazione delle cariche e la rimozione del materiale frantumato con scavatori e bulldozer.
L'ESM 01, il principale sito di estrazione dell'unobtanium, si trova lungo la rotta di avvicinamento dello shuttle Valkyrie a Hell's Gate e ha un diametro di circa quattro chilometri. Il suo ciclo vitale è stimato in trent'anni.

## Terra
Terzo pianeta del sistema solare, la Terra è il pianeta natio della razza umana. Nel XXII secolo essa non è più un pianeta ricco di risorse naturali, pur con problemi ambientali ed ecologici causati dall'uomo, bensì quella che un attivista chiama
Una serie di disastri ambientali hanno portato all'estinzione di gran parte delle specie vegetali e animali del pianeta, ridotto considerevolmente l'estensione delle foreste e dei ghiacciai, alzato la temperatura media ambientale di circa quattro gradi, inquinato l'atmosfera e condotto alla scomparsa di gran parte degli spettacoli naturali così come erano conosciuti nel XX secolo. La fonte di alimentazione principale della razza umana è la acquacoltura da cui si produce la spirulina, un concentrato di proteine estratto dalle alghe, le fonti di acqua potabile sono scarse e sussiste da tempo una forte crisi energetica cui si è fatto fronte solo in piccola parte grazie al recente sfruttamento dell'unobtanium. Gran parte dell'umanità vive in enormi costruzioni capaci di contenere migliaia di nuclei familiari. Il mezzo di trasporto su lunghe distanze è il treno a levitazione magnetica, capace di raggiungere i 1000 km/h.

### RDA
La Resources Development Administration, nota con l'acronimo RDA, è la compagnia interplanetaria che ha ottenuto lo sfruttamento in esclusiva delle risorse naturali di Pandora. Estremamente ricca e potente sulla Terra, l'RDA sfrutta la varietà di piante e animali di Pandora per la produzione di vaccini, biocarburanti, cosmetici, rimedi e altri prodotti naturali, ma il vero campo di interesse della compagnia è l'unobtanium, la cui elevatissima quotazione sul listino di mercato rende l'intera operazione redditizia nonostante gli altissimi costi dovuti al costruire, equipaggiare, difendere e mantenere una base operativa pienamente efficiente a 4,37 anni luce dalla Terra. Il comportamento della compagnia e dei singoli membri del personale nei confronti dei Na'vi sono stati motivo di contrasto con il Popolo, ulteriore motivo per cui l'RDA ha dislocato una cospicua parte della sua forza militare privata, la SecOps (Security Operations) su Pandora. Pur col divieto di utilizzare armi di distruzione di massa, lo spiegamento di forze della SecOps permette all'RDA di continuare ad estrarre unobtanium nonostante l'opposizione di un'intera razza, mantenendosi tuttavia sulla sottile linea fra bilancio attivo e passivo.
Il conflitto fra Na'vi e RDA culmina con la distruzione di un boschetto di Alberi delle Voci vicino all'Alberocasa degli Omaticaya, la distruzione dello stesso Alberocasa e la battaglia per l'Albero delle Anime, terminata con una disfatta da parte dell'RDA cui seguì la sua estromissione da Pandora ad opera dei Na'vi. In seguito a tali eventi gli unici umani a rimanere su Pandora furono quelli affiliati al Programma Avatar e Jake Sully, il quale tuttavia fece trasferire la sua coscienza nel suo avatar rinunciando alla sua eredità razziale umana e divenendo a tutti gli effetti un membro del popolo Na'vi.

### Sceneggiatura originale del film
- James Cameron, Avatar (PDF), 2009,  p. 151 (archiviato dall'url originale il 15 febbraio 2010). (sito non più disponibile)

### Libri
- Lisa Fitzpatrick, L'universo di Avatar. Genesi del capolavoro di James Cameron, Il Castoro, 2009, ISBN 88-8033-519-7.
- Maria Wilhelm, Dirk Mathison, Avatar: A confidential report on the biological and social history of Pandora, Harper Collins Publishers, 2009, ISBN 0-06-189675-6. URL consultato il 25 gennaio 2010 (archiviato dall'url originale il 24 gennaio 2010).